# Kačanj
Kačanj je naseljeno mjesto u općini Bileća, Republika Srpska, Bosna i Hercegovina.

## Stanovništvo

### Popisi 1971. – 1991.
| Kačanj        |              |              |              |
| godina popisa | 1991.        | 1981.        | 1971.        |
| Srbi          | 24 (100,0 %) | 37 (100,0 %) | 43 (100,0 %) |
| ukupno        | 24           | 37           | 43           |

### Popis 2013.
| Kačanj        |             |
| godina popisa | 2013.       |
| Srbi          | 8 (100,0 %) |
| ukupno        | 8           |

## Vanjske poveznice
- Službene mrežne stranice općine Bileća